# Saison 2 de Caïn
Chronologie
Saison 1 Saison 3
Cet article présente les épisodes de la deuxième saison de la série télévisée Caïn.

## Distribution
- Bruno Debrandt : Capitaine Frédéric « Fred » Caïn
- Julie Delarme : Lieutenant Lucie Delambre
- Frédéric Pellegeay : Commandant Jacques Moretti
- Smadi Wolfman : Dr Elizabeth Stunia
- Mourad Boudaoud : Lieutenant Borel
- Anne Suarez : Gaëlle, ex-femme de Fred (épisodes 1-4)
- Davy Sanna : Ben, fils de Fred et Gaëlle (épisodes 3-4)

## Liste des épisodes

### Épisode 1:Suicide
- France : 21 mars 2014 sur France 2

- France : 3,56 millions de téléspectateurs (14,0 %)[1] (première diffusion)

- Éric Berger : Stefan
- Marie Piot : Diane
- Anaïs Fabre : Mélanie
- Christiane Conil : La voisine aux chats
- Gilbert Traina : Le médecin de Mélanie
- Vincent Audat : Le teinturier
- Caroline Laurence : La mère de Stefan

### Épisode 2:Ornella
- France : 21 mars 2014 sur France 2

- France : 3,32 millions de téléspectateurs (14,1 %)[2] (première diffusion)

- Marie Kremer : Ornella
- Daniel Russo : Yves Pasteur
- Jérémie Poppe : Joseph Camus
- Stéphane Vasseur : Le juge
- Rémi Cotta : Avocat Pasteur

### Épisode 3:Caïn et Abel:1repartie
- France : 28 mars 2014 sur France 2

- France : 3,73 millions de téléspectateurs (15,1 %)[3] (première diffusion)

- Édouard Montoute : Patrick Libansky
- Jean-Michel Fête : Pasquet
- Anita Sarxian : Thérèse Mougin
- Nicole Shirer : La mère de Libansky
- Joan Titus : Infirmière mère Libansky
- Cathy Darietto : Agathe Delambre
- Barbara Laurent : Femme jogging
- Jonathan Bernard : L'homme au bonnet

### Épisode 4:Caïn et Abel:2epartie
- France : 28 mars 2014 sur France 2

- France : 3,6 millions de téléspectateurs (16,7 %)[4] (première diffusion)

- Édouard Montoute : Patrick Libansky
- Jean-Michel Fête : Pasquet
- Bernard Llopis : Tatoueur Bob
- Pascal Rozand : Tatoueur
- Joyce Bibring : Salomé
- Céline Defay : La femme tatouée
- Sophie Payan : L'hôtesse sex shop
- Laurent Desbois : Adrien
- Anthony Deroche : L'homme au scooter
- Cathy Darietto : Agathe Delambre

### Épisode 5:L'île
- France : 4 avril 2014 sur France 2

- France : 3,59 millions de téléspectateurs (14,4 %)[5] (première diffusion)

- Christine Citti : Jeanne Lestral
- Fabien Baïardi : Canuzzi
- Catherine Swartenbroeke : Eva Lestral
- Remi Pedevilla : Yann
- Roland Menou : Gérant club
- Raphaël Boyes : Mécano bateau
- Philippe Josserand : Le père
- Cassandra Coget : Jeanne 19 ans
- Othmane Rahal : Homme porno
- Jean-Claude Bouillon : Alain Lestral

### Épisode 6:Mauvais garçon
- France : 4 avril 2014 sur France 2

- France : 3,38 millions de téléspectateurs (14,5 %)[6] (première diffusion)

- Samir Boitard : Wolf
- Philippe Nahon : Stefano
- Gérard Rouzier : Vivienne
- Frédéric Roudier : Omar
- Jean-François Regazzi : Avocat Stefano
- José Heuze : Homme 1
- Grégory Vouland : Homme 2
- Lény Sellam : Vigile docks 1
- Gaël Assouma : Vigile docks 2
- Michel Lopez : Le douanier

### Épisode 7:Duels
- France : 11 avril 2014 sur France 2

- France : 3,84 millions de téléspectateurs (15,8 %)[7] (première diffusion)

- Francis Perrin : Barthes
- Christophe Grégoire : Durain
- Laurence Cormerais : Sophie
- Ivan Franek : Monsieur Wadoche
- Lavinia Centrone : Madame Wadoche
- Fabrice Malaval : Toni
- Aline Afanoukoe : Danièle
- Laurent Moreau : Monsieur Moulin

### Épisode 8:Dieu, Caïn etc...
- France : 11 avril 2014 sur France 2

- France : 3,6 millions de téléspectateurs (15,3 %)[8] (première diffusion)

- Claire Borotra : Mère abbesse
- Margot Bancilhon : Sœur Axelle
- Marika Vibik : Sœur Maryse
- Mathilde Dromard : Sœur Caroline
- Catherine Sparta : Mère d'accueil